# Шилекса

Шилекса — река в России, протекает в Грязовецком районе Вологодской области. Устье реки находится в 32 км по левому берегу реки Великая. Длина реки составляет 10 км.
Великая берёт исток в болотах в 40 км к северо-востоку от Грязовца. Течёт на северо-запад по обширному заболоченному лесному массиву, населённых пунктов нет. Крупнейший приток — Вязовчик (левый).

## Данные водного реестра
По данным государственного водного реестра России относится к Двинско-Печорскому бассейновому округу, водохозяйственный участок реки — Северная Двина от начала реки до впадения реки Вычегда, без рек Юг и Сухона (от истока до Кубенского гидроузла), речной подбассейн реки — Сухона. Речной бассейн реки — Северная Двина.
По данным геоинформационной системы водохозяйственного районирования территории РФ, подготовленной Федеральным агентством водных ресурсов:
- Код водного объекта в государственном водном реестре — 03020100312103000006769
- Код по гидрологической изученности (ГИ) — 103000676
- Код бассейна — 03.02.01.003
- Номер тома по ГИ — 03
- Выпуск по ГИ — 0